# NGC 2655
NGC 2655 is een balkspiraalstelsel in het sterrenbeeld Giraffe. Het hemelobject werd op 26 september 1802 ontdekt door de Duits-Britse astronoom William Herschel.

## Synoniemen
- UGC 4637
- IRAS 08491+7824
- MCG 13-7-10
- ZWG 350.7
- ZWG 349.33
- Arp 225
- PGC 25069